# Jutta Behrendt
Pour les articles homonymes, voir Behrendt.
Jutta Behrendt, née le 15 novembre 1960 à Berlin, est une rameuse d'aviron est-allemande.

## Carrière
Elle est sacrée championne olympique en skiff aux Jeux olympiques d'été de 1988 à Séoul.
Elle est aussi championne du monde de skiff en 1983 et en 1986, championne du monde de quatre de couple en 1985, 1987 et 1989 ainsi que vice-championne du monde de deux de couple en 1981.